# Véhicule à moteur
Un véhicule à moteur ou véhicule motorisé (terrestre) ou véhicule automobile (au sens littéral : qui peut se mouvoir par lui-même) est un véhicule équipé d'un moteur qui fournit l'énergie mécanique nécessaire à son déplacement. Il peut se déplacer sur route et éventuellement en tout-terrain, et est généralement équipé de roues, parfois de chenilles.
Le moteur employé est généralement un moteur à explosion (véhicule « thermique ») ou un moteur électrique (véhicule électrique), parfois plusieurs, parfois les deux combinés dans le cas d'un véhicule hybride.

## Conventions routières internationales
En termes de réglementation routière, la notion de véhicule à moteur est standardisée par des conventions internationales.
La convention internationale sur la circulation routière de Genève du 19 septembre 1949 ne définit pas à proprement parler la notion de véhicule à moteur, mais avec sa définition de l'automobile, elle pose les bases de ce qui deviendra la notion de véhicule à moteur dans la convention de Vienne :
- la notion de véhicules pourvus d’un dispositif mécanique de propulsion circulant sur la route par leurs moyens propres dont elle exclut ceux qui se déplacent sur rails ou sont reliés à un conducteur électrique ;
- l'utilité normale constituée par le transport de personnes ou de marchandises.

Elle introduit également dans son annexe 1 le seuil du moteur auxiliaire thermique d’une cylindrée maximum de 50 cm3.
La définition juridique traditionnelle du véhicule à moteur provient de la Convention de Vienne sur la circulation routière de 1968 qui en donne une première définition :

« Le terme « véhicule à moteur » désigne, à l’exception des cyclomoteurs sur le territoire des Parties contractantes qui ne les ont pas assimilés aux motocycles et à l’exception des véhicules qui se déplacent sur rails, tout véhicule pourvu d’un moteur de propulsion et circulant sur route par ses moyens propres. »

— Convention de Vienne sur la circulation routière de 1968.

## Types
Les véhicules motorisés peuvent être catégorisés par nombre de roues, masse, usage, etc.
- Véhicule motorisé à 2 roues :
  - vélo électrique ;
  - scooter ;
  - cyclomoteur ;
  - motocyclette.
- Véhicule motorisé à 3 roues :
  - side-car ;
  - trike.
- Véhicule motorisé à 4 roues :
  - automobile ;
  - camionnette ;
  - quad ;
  - tracteur agricole.
- Véhicule motorisé à 4 roues ou plus (véhicule lourd) :
  - autobus, autocar ;
  - camion.
- Véhicule motorisé partiellement à chenilles :
  - motoneige ;
  - autochenille.
- Véhicule motorisé à chenilles :
  - bulldozer ;
  - dameuse ;
  - char d'assaut.